# Luna (chanteuse bulgare)
Pour les articles homonymes, voir Luna.
Luna Yordanov Yordanov (bulgare : Луна Йорданова Йорданова), dite Luna, est une chanteuse bulgare pop-folk, née le 2 avril 1971 à Choumen. Très célèbre en Bulgarie, elle est souvent comparée à Tina Turner pour son timbre de voix.

## Discographie
Albums
- 1996 : Fruit from Heaven - Peak Music
- 1997 : Foreigner - Milena Records
- 1998 : Dress, short, narrow - Milena Records
- 1998 : Here and there, here and there - Milena Records
- 1999 : I want it, squeeze it - M & G
- 2001 : Beach oil - Ara Audio Vidéo
- 2002 : Ciki-Ciki - Milena Records
- 2006 : Forever for you - Payner Music
- 2015 : Best Ballads - Luna Music Official
- 2019 : Everybody on your feet - Luna Music Official

Singles
- Here and there
- Run, feet
- Ciki-Ciki[2]
- I am not a woman for a man
- No can not live
- Love at first sight
- Opel Tigra
- Fruit from Heaven
- Do not you wish
- I am not your slave
- Hat of the club
- Foreigner
- Give me that boy
- Nothing
- Three kisses
- Come to see you, good to you

## Récompenses
- 1999 : Awards du magazine New Folk - hit de l'année pour Here and there, here and there
- 1999 : Awards Radio Mila - hit of the year pour Run, feet
- 2000 : National Festival The Golden Mustang - Second prix du jury pour le hit popfolk de l'année pour Run, feet